# Gjaidstein
Gjaidstein je 2794 m n. m. vysoká hora v pohoří Dachstein v Horním Rakousku východně nad hallstattským ledovcem. Je přístupná od horní stanice lanovky na jižním straně Dachsteinu (po ferratě obtížnosti A/B) nebo ze severu od chaty Simonyhütte (obtížnost I). Hlavní vrchol se jmenuje Hoher Gjaidstein (=vyšší), na jihu se nachází Kleinen Gjaidstein (=malý, 2734 m n. m.) a na severovýchodě Niederen Gjaidstein (=nižší, 2482 m n. m.).
První zaznamenaný výstup podnikl v roce 1823 de Halley, ze severní strany.

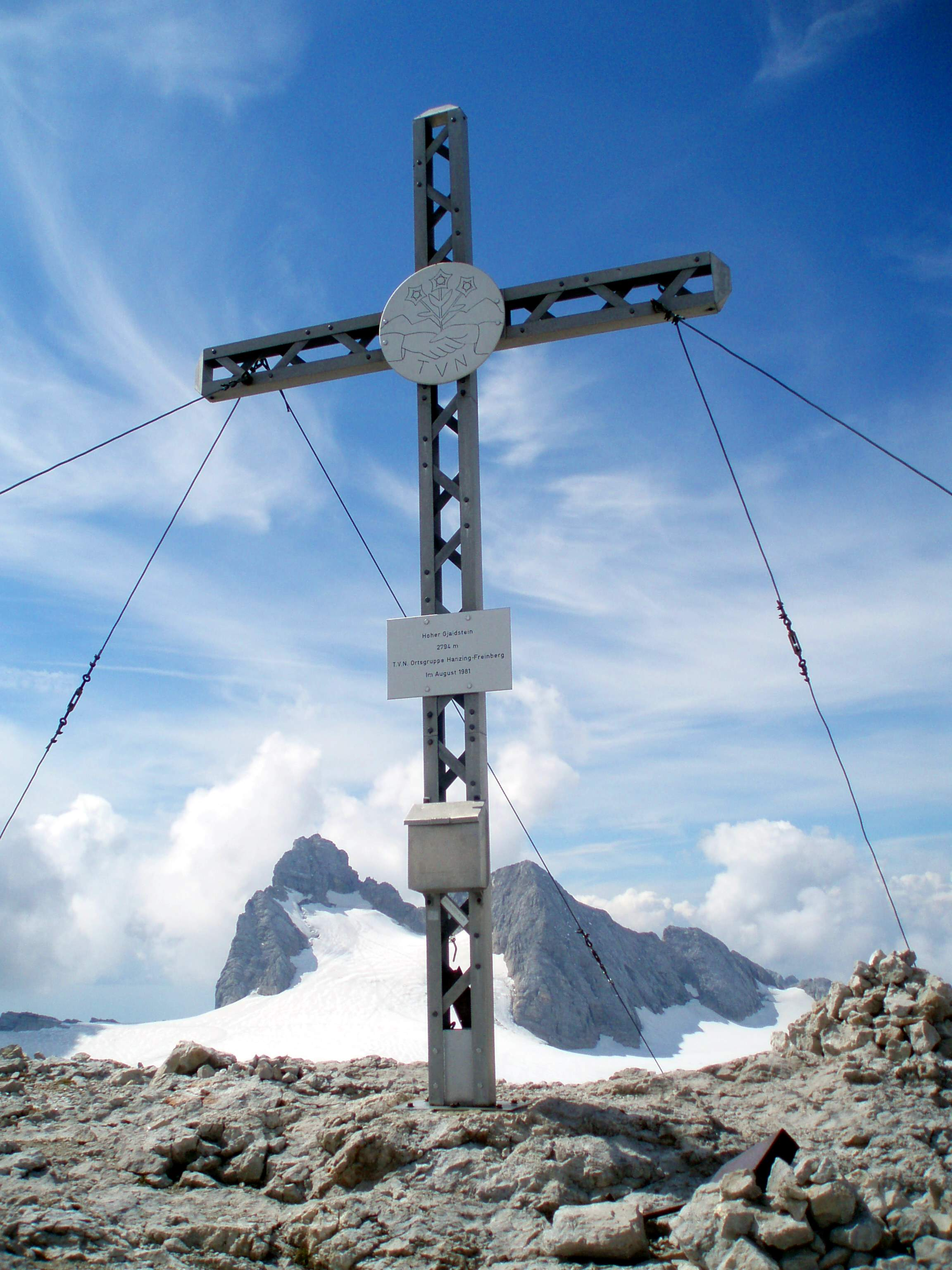
Vrcholový kříž z roku 1981